# Sedlo pod Dlhou
Sedlo pod Dlhou (958 m n.p.m.) – przełęcz w Górach Czerchowskich w północno-wschodniej Słowacji.

## Położenie, charakterystyka
Przełęcz znajduje się w głównym grzbiecie Gór Czerchowskich, będącym w tym miejscu jednocześnie głównym grzbietem wododziałowym Karpat Zachodnich, pomiędzy szczytami dwuwierzchołkowego Murianíka (1010 m n.p.m.) na pd.-wsch. oraz Dlhej (1007 m n.p.m.) na pn.-zach.
Pn. stoki przełęczy opadają miernie stromo ku dolince, którą spływa Podrožný potok, należący do dorzecza Topli, natomiast jej stoki zach. – ku dolince, którą płynie Chotárny potok, należący do dorzecza Popradu.
Siodło przełęczy jest dość płytkie i niezbyt szerokie. Pokrywa je polana, częściowo zarosła borówczyskami, a częściowo zarastająca już lasem.

## Znaczenie komunikacyjne
Przełęcz nie ma żadnego znaczenia komunikacyjnego. Spotykają się na niej jedynie górskie dróżki, którymi prowadzą dwa szlaki turystyczne.

## Turystyka
Grzbietem przez przełęcz prowadzą ze szczytu Małego Minčola znaki  czerwone i  niebieskie, które rozdzielają się następnie na pn. od szczytu Dlhej: te pierwsze sprowadzają na pn. do wsi Obručné, te drugie – na zach. do wsi Ruská Voľa nad Popradom.